# Lech Poklewski
Lech Poklewski (ur. 29 stycznia 1937 w Wilnie) – polski żeglarz, trener, olimpijczyk z Monachium 1972.
Żeglarstwo uprawiał od 1952 roku reprezentując w tym czasie Yacht Klub Stal Gdynia i AZS Wrocław. Startował prawie we wszystkich klasach jachtów, jednak największe sukcesy odnosząc w klasie Finn – tytuł mistrza Polski w roku 1964, w roku 1966 zdobył brązowy medal mistrzostw Polski oraz w klasie Dragon w której to klasie był mistrzem Polski w latach 1970, 1971, 1973, 1974.
Na igrzyskach olimpijskich w 1972 (żeglarstwo było rozgrywane w Kilonii) wystartował w klasie Dragon (partnerami byli: Aleksander Bielaczyc, Tadeusz Piotrowski). Polska załoga zajęła 20. miejsce.
W roku 1973 zdobył tytuł międzynarodowego mistrza Szwajcarii w klasie Dragon (partnerami byli: Aleksander Bielaczyc i Tadeusz Piotrowski).
Po zakończeniu kariery sportowej podjął pracę trenera. Był m.in. trenerem kadry narodowej żeglarzy podczas igrzysk w Montrealu.